# Antonio Giovanni Lanzirotti
Antonio Giovanni Lanzirotti né à Palerme le 9 mai 1839, et mort le 28 février 1911, est un sculpteur italien qui a travaillé en France et en Italie. Il a combattu pour l'indépendance de la Sicile, puis de l'Italie. Et a été auprès d'Auguste Clésinger le directeur des ateliers de la photosculpture de la Société générale de photosculpture de France,.

## Biographie

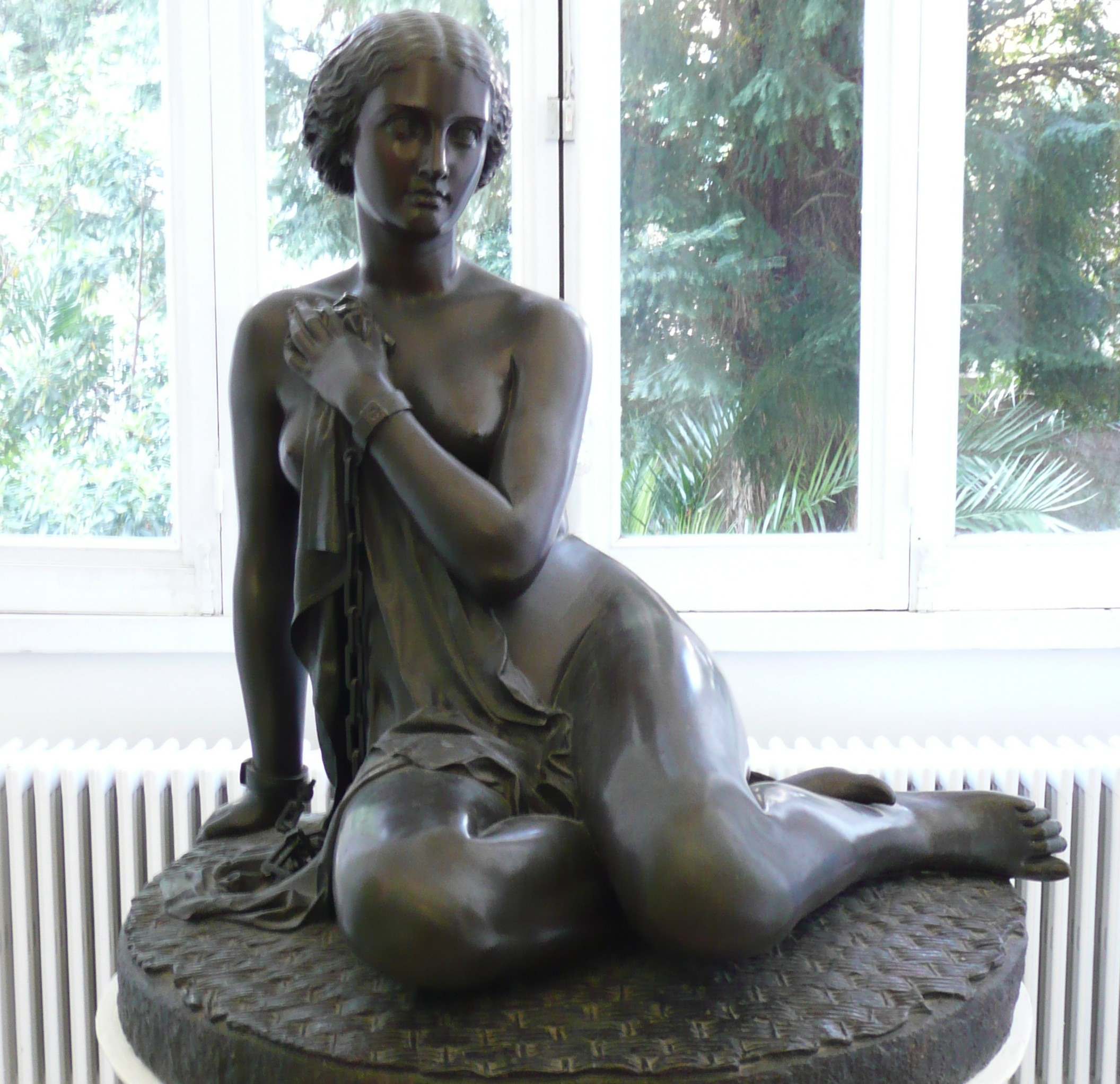
Antonio Giovanni Lanzirotti Esclave grecque 1858.

Antonio Giovanni Lanzirotti est né à Palerme, où il termine ses études. Il va ensuite à Paris, où il est l'élève de Joseph Michel Ange Pollet. Partisan farouche de l'indépendance de la Sicile, il va se mettre sous les ordres du général Ignace Ribotti dans les premiers grenadiers du Piémont.
Sa première œuvre sculptée est l'Éducation de Bacchus, exposée à l'exposition universelle de 1855 à Paris. La même année, il crée un buste d'Adélaïde Ristori dans le rôle de Myrrha, qui lui vaut un certain succès.
En 1858-1859, il présente au préfet de la Seine l'esquisse d'un projet de « Groupe allégorique en l'honneur de S. M. l'Empereur Napoléon III, et qui pourrait être placé entre les jardins de la cour du nouveau Louvre (place Napoléon ) ».
En 1863, il est appelé à Turin, où le roi Victor-Emmanuel II lui commande les statues du comte Verde et du duc Victor-Amédée Ier. Il envoie à Paris les statues de La Pensierosa (La Penseuse) et La Schiava greca (L'Esclave grecque). La première décore aujourd'hui une niche du rez-de-chaussée de l'aile nord de la Cour carrée du musée du Louvre. Et la seconde fait partie des collections du musée des beaux-arts Jules-Chéret, à Nice.
En 1860, Lanzirotti rejoint le mouvement de Giuseppe Garibaldi, et est fait prisonnier au Cap Corse. Il est emprisonné pendant deux mois à Gaete, puis revient à Paris. Là, il sculpte : Amore punito (Amour puni) ; La Danza (La Danse) ; le mausolée du comte Tyzhieviez, et un baigneur qu'il expose au Salon. Il sculpte aussi Il Piacere (Le Plaisir) et La Follia (La Folie).
Il crée également de nombreux bustes et portraits, dont ceux de Cassagnac, d'Émile de Girardin, du docteur Armand Trousseau, de Beaumarchais, du roi Umberto Ie d'Italie.
Il est en 1867 le directeur des ateliers de photosculpture de la Société générale de photosculpture de France, auprès d'Auguste Clésinger,.
En juillet 1867, une polémique l'oppose à Alexandre Dumas fils qui avait dénigré la photosculpture.
En 1880, le jeune sculpteur Domenico Trentacoste le rejoint à Paris.
Lanzirotti meurt le 28 février 1911.

## Récompenses
- Lanzirotti a été honoré par de nombreuses académies, et a reçu les insignes de la croix de chevalier de l'ordre des Saints-Maurice-et-Lazare et les insignes de l'ordre d'Isabelle la Catholique. Il a été également intronisé dans l'ordre de la Couronne d'Italie.